# Witglanzende stropharia
De witglanzende stropharia (Stropharia albonitens) is een schimmel behorend tot de familie Strophariaceae. Het is een oneetbare paddenstoel. Hij leeft saprotroof op loofhoutresten, rotte stronken, houtsnippers en wordt aangetroffen in grasvelden, gazons en vaak langs bermen in Noord-Amerika en Europa. De vruchtlichamen verschijnen in Midden-Europa in de late zomer en herfst. Het is wit tot crème of geel van kleur. Het is meestal 5 tot 15 cm lang met een ring aan de steel.

## Kenmerken

### Uiterlijke kenmerken
Hoed
De hoed heeft een diameter van 2 tot 4 cm breed, met in het midden een uitstekende, puntige bult. Het hoedoppervlak is witachtig met een gelige top. De hoedhuid is vettig en kaal. Aan de rand van de hoed zitten vaak resten velum. 
Steel
De steel heeft een lengte van 3 tot 8 cm en een dikte van 3 tot 7 mm. Er zit een vage, kortstondige ring op de witte steel. Onder de ring is de steel schilferig ruig.
Lamellen
De overvolle, bijna bolvormige lamellen zijn rijp donker paarsbruin met een lichtere rand.
Sporenprint
De sporenprint is paars tot zwart. 

### Microscopische kenmerken
De sporen zijn ellipsvormig en variëren in afmeting van 8–9 × 4–5 µm.

## Verspreiding
De witglanzende stropharia komt voor in Noord-Amerika en Europa. In Europa wordt het gevonden in Frankrijk, Groot-Brittannië, Zwitserland, Liechtenstein, Oostenrijk, Duitsland, Estland en Fennoscandia, in Noorwegen noordwaarts voorbij de poolcirkel. De soort is zeldzaam in Duitsland.
In Nederland komt hij vrij zeldzaam voor. Hij staat niet op de rode lijst en is niet bedreigd.

## Taxonomie
Deze soort werd gepubliceerd in Champs Jura Vosges 3: 439 (1875) door Elias Magnus Fries en heette oorspronkelijk Agaricus albonitens.